# Дрис Мертенс
Дрис Мертенс (на нидерландски: Dries Mertens) е бивш белгийски футболист, играещ като крило. 

## Клубна кариера

### Ранна кариера
В младежките си години Мертенс влиза в академията на Андерлехт. След като не успява да пробие в първия отбор, се мести в Гент. Отначало играе за младежите на Гент, после за резервите, а накрая е преместен и в първия отбор. Пратен е под наем в третодивизионния Аалст, където е избран за „Играч на сезона“.

### АГОВВ Апелдорн
Мертенс се премества в Холандия, където заиграва за втородивизионния холандски клуб АГОВВ Апелдорн, където става и капитан. След края на сезон 2008/09 Мертенс печели наградата „Най-голям талант на Втора Дивизия“. На 29 май 2009 г. Мертенс заявява, че ще напусне клуба в посока Утрехт.

### Утрехт
Мертенс прави дебюта си за Утрехт на 1 август 2009 г. срещу Валвайк при победата с 1-0 в първия кръг на новия сезон. На 16 август 2009 г. вкарва първите си два гола за новия си отбор срещу ВВВ Венло. Разписва се в 14-ата и 57-а минута на двубоя, а втория му гол е от пряк свободен удар. През сезон 2010/11 е ключова фигура в мача при победата с 4-0 над Селтик, обръщайки резултата от 2-0 в първия двубой в Глазгоу.

### ПСВ Айндховен
На 28 юни 2011 г. ПСВ Айндховен привлича Мертенс и съотборника му в Утрехт Кевин Стротман за общата сума от 13 милиона евро. Започва сезона в най-добрата форма в кариерата си. На 28 август 2011 г. вкарва хеттрик срещу Екселсиор. Не спира да бележи голове в началото на сезона, а най-добрият му мач е при победата със 7-1 над Рода, където Мертенс вкарва четири гола.
В първия си сезон за ПСВ, Мертенс вкарва 21 гола в 33 мача. В четири мача за Купата на Холандия, Дрис вкарва 3 гола, включително и един на финала на Де Кайп срещу Хераклес.

## Национален отбор
На 1 октомври 2010 г. треньорът на Белгия Джордж Леекенс повиква Мертенс за квалификациите срещу Казахстан и Австрия, но не записва участие в мачовете. Дебютът си прави в приятелски мач срещу Финландия на 9 февруари 2011 г.
На 15 август 2012 г. Мертенс се превръща в ключова фигура в 125-ото дерби между Белгия и Холандия. Дрис се появява като резерва и вкарва един и асистира за още два гола при обрата от 1-2 до 4-2 в полза на Белгия. Мачът е контрола в подготовка за квалификациите за Световното първенство през 2014 г.

## Отличия
ПСВ Айндховен
- КНВБ Бекер: 2011/12
- Суперкупа на Нидерландия: 2012

Наполи
- Копа Италия: 2013/14, 2019/20
- Суперкупа на Италия: 2014

Галатасарай
- Суперлига: 2022/23, 2023/24, 2024/25
- Купа на Турция: 2024/25
- Суперкупа на Турция: 2023